# 그리스-튀르키예 인구 교환

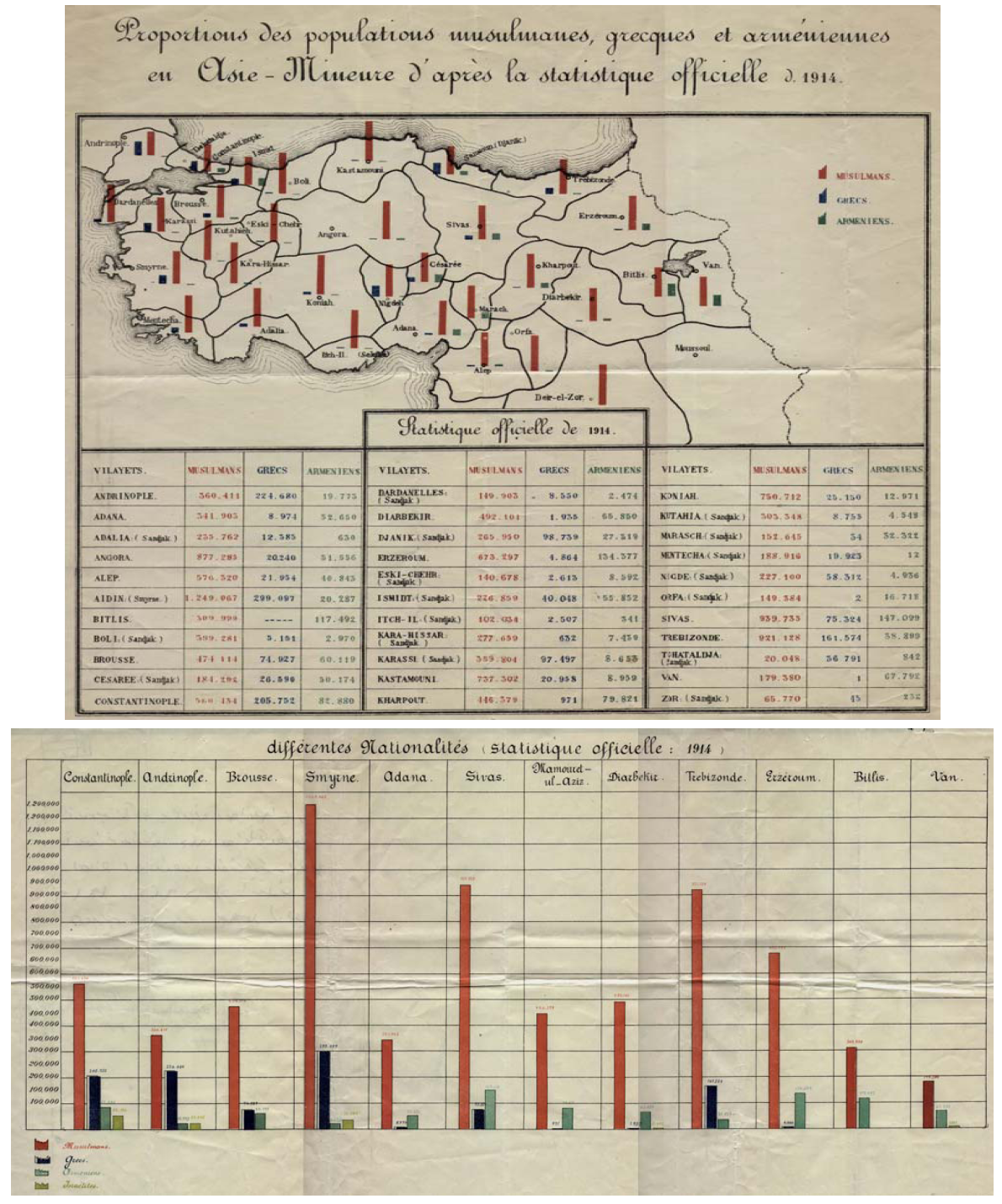
1914년 오스만 제국의 인구 조사에서 나타난 공식 수치를 보여주는 문서. 총 인구(밀레트 모두 포함)는 2,097만 5,345명이며, 여기서 그리스 인구는 179만 2,206명이었다.

1923년 그리스-튀르키예 인구 교환(그리스어: Ἡ Ἀνταλλαγή, 튀르키예어: Mübadele, 영어: 1923 population exchange between Greece and Turkey)은 최초의 국가간 합의에 의한 대규모 인구 교환 조치이자, 인구 추방 조치이다. 이 조치는 그리스-튀르키예 전쟁의 결과로 1923년 1월 30일 스위스 로잔에서 체결된 "그리스와 튀르키예 인구의 교환에 관한 협정"에 따라 튀르키예 영토 내의 그리스 정교도와 그리스 영토 내의 무슬림을 대상으로 실시되었는데, 그 대상자 수가 2백만여 명에 달하였고 이들 대부분은 강제로 난민 상태가 되어 법적으로 자신들의 고향에서 영주권을 잃고 쫓겨났다.

## 내용
1923년 1월 30일 스위스 로잔에서 그리스와 튀르키예 양국 정부는 "그리스와 튀르키예 인구의 교환에 관한 협정"을 체결하였다.
튀르키예 영토에서 그리스인을, 그리스 영토에서 튀르키예인을 각각 추방, 교환하는 것을 내용으로 하는 이 조치에 따라 50만여 명의 무슬림(대부분 튀르키예인)이 그리스에서 쫓겨났고, 150만여 명의 그리스 정교도(대부분 그리스인)가 튀르키예의 아나톨리아(소아시아)와 동트라키아에서 쫓겨났다. 다만, 그리스-튀르키예 전쟁 중에 튀르키예 영토 내에 거주하던 100만여 명의 그리스인이 이미 추방되었기 때문에 이 협정으로 교환된 그리스인의 수는 40만여 명에 그쳤다.
이 조치로 그리스어, 튀르키예어 사용 여부를 불문하고 아나톨리아(소아시아)에 거주하던 거의 모든 그리스 정교도가 터키 영토의 영주권을 잃고 추방되었으며, 그리스에서도 튀르키예계 뿐만 아니라 무슬림인 그리스계, 롬족, 포마크 족, 차머리아 알바니아인, 메글레나 루마니아인 등 50만여 명의 무슬림이 추방되었다.
그리스에서는 이를 "소아시아 재앙"(Μικρασιατική καταστροφή)으로 부르는데, 이 조치 이전에도 그리스를 비롯한 발칸반도에서는 발칸 전쟁, 제1차 세계 대전 등으로 다수의 난민이 발생하여 이동한 바 있다.